# Brigade de Stonewall
La brigade de Stonewall de l'armée confédérée pendant la guerre de Sécession est une célèbre unité de combat de l'histoire militaire des États-Unis. Elle est formée et dirigée d'abord  par le général Thomas J. « Stonewall » Jackson, un professeur de l'institut militaire de Virginie (VMI). Son sévère programme de formation et ses normes ascétiques de la discipline militaire font des premières recrues enthousiastes une organisation militaire efficace, qui se distingue de la première bataille de Bull Run (premier Manassas) en 1861 jusqu'à Spotsylvania Court House en 1864.

## 1861
La brigade est formée par Jackson à Harpers Ferry, le 27 avril 1861, à partir des 2nd, 4th, 5th, 27th et 33rd Virginia Infantry et de la batterie d'artillerie de Rockbridge du comté de Rockbridge, une unité recrutée dans ou à proximité de la vallée de Shenandoah en Virginie. Treize compagnies de la brigade sont recrutées dans les comtés occidentaux qui feront partie de la Virginie-Occidentale. Elle est officiellement affectée dans l'armée provisoire de Virginie, puis à l'armée de la Shenandoah, le 15 mai, et au district de la vallée le 20 juillet.
La brigade de Stonewall est d'abord armée avec des armes saisies dans l'arsenal de Harpers Ferry ; ses régiments vont à la première bataille de Bull Run emportant une large gamme de fusils, allant des modèles de mousquets 1816/1822, convertis en fusil à percussion moderne modèle 1855, à des mousquets de cadets du VMI (un mousquet modèle 1842 réduit à un calibre .58). La compagnie K du 33rd Virginia, les tireurs d'élite de la Shenandoah, a la malchance d'avoir des mousquets à silex. En septembre, Jackson reçoit une demande du gouverneur de Virginie, John Letcher (en), demandant le retour des mousquets du VMI (portés principalement par la compagnie H du 4th Virginia, connue comme les « Rockbridge Grays »). Jackson répond que les fusils ne peuvent pas être retournés avant que de meilleures armes soient disponibles.
La brigade de Jackson est appelée de manière non officielle la « première brigade de Virginie » jusqu'au 21 juillet 1861, lorsque, au début de la première bataille de Bull Run, à la fois la brigade et son général reçoivent le surnom de « Stonewall ». Le général Barnard E. Bee, de Caroline du Sud, est censé avoir fait sa remarque immortelle alors qu'il rallie sa brigade lors de la dernière phase de la bataille. Bien que les mots exacts ne soient pas enregistrés à l'époque, il est probable qu'il ait dit, « Là, Jackson se tient comme un mur de pierre. Ralliez-vous derrière les Virginians ! ». Ceci est considéré comme le tournant de la première grande bataille de la guerre de Sécession et les troupes de l'Union défaites sont repoussées et renvoyées, sous le choc, vers Washington D.C. Jackson est promu à un commandement supérieur, mais la brigade reste sous son commandement jusqu'à sa mort. Lors de la promotion de Jackson, il est remplacé en tant que commandant de la brigade par le brigadier général Richard B. Garnett à l'automne.
À l'automne 1861, Jackson est promu au commandement de division et réaffecté dans la vallée de la Shenandoah et la région du fleuve Potomac, où ils passent l'hiver. Pendant ce temps, quelques meilleures armes parviennent à la brigade de Stonewall alors que les agents confédérés commencent à acheter des fusils en Europe. Toutefois, la brigade a encore un grand nombre de fusils à canon lisse jusqu'à la campagne de Gettysburg, au cours de laquelle la majorité des hommes ont des fusils de calibre .58.

## 1862
Le 13 mars 1862, le district de la Vallée est incorporé dans l'armée de Virginie du Nord, sous les ordres du général Joseph E. Johnston. Jackson et la brigade de Stonewall opèrent dans la vallée comme une partie de l'aile gauche de l'armée de Johnston. Au cours de la campagne de la vallée de Jackson, la seule défaite de Jackson lors de la guerre de Sécession se produit lors de la première bataille de Kernstown le 25 mars 1862. Après avoir reçu de mauvais renseignements, la brigade reçoit l'ordre d'attaquer une force de l'Union beaucoup plus grande. À court de munitions et presque encerclée par la force supérieure, Garnett ordonne une retraite. Jackson est indigné par cette décision, prise sans sa permission explicite, et Garnett est relevé de son commandement et envoyé en cour martiale (Garnett est tué plus tard au cours de la charge de Pickett lors de la bataille de Gettysburg, tentant de restaurer son honneur militaire).
Pendant le reste de la campagne de la vallée, le brigadier général Charles S. Winder commande la brigade et il n'y a pas plus de défaites. La brigade marche sur plus de 640 kilomètres (400 miles) en quatre semaines, est victorieuse dans six batailles importantes, et contribue à ce que Jackson obtienne une victoire stratégique sur le théâtre oriental. La mobilité de la brigade lors de la campagne (en particulier une marche de 92 kilomètres (57 miles) en 51 heures) lui fait donné l'oxymore de « cavalerie à pied de Jackson ».
À la fin de la campagne de la vallée, la brigade se déplace pour renforcer le général Robert E. Lee, lors de la bataille des sept jours sur la péninsule de Virginie. lors de la bataille de Gaines' Mill, la brigade attaque la droite fédérale et permet à Lee d'obtenir une victoire. lors de la campagne de Virginie septentrionale, la brigade subit des pertes élevées lors de la bataille de Cedar Mountain et le général Winder est tué le 9 août 1862. Jackson rallie personnellement son ancienne brigade et remporte la bataille. La brigade subira plus de pertes au cours de la seconde bataille de Bull Run. Le 30 août 1862, la brigade de Stonewall repousse l'attaque de la brigade de fer de l'Union et se rallie pour lancer une contre-attaque. Son commandant par intérim, le colonel William S. Baylor est tué. Le colonel Andrew J. Grigsby prend le commandement de la brigade lors de la campagne du Maryland et de la bataille d'Antietam. La brigade défend les bois de l'ouest, où les combats sont si âpres et l'attrition si importante que Grigsby a le commandant de la division (division de Jackson) à la fin de la journée.
Grigsby ne reçoit pas le commandement permanent de la brigade, pour des raisons que Jackson ne précise pas. Au lieu de cela, le brigadier général Elisha F. Paxton, l'ancien commandant du 27th Virginia Infantry, venant de l'état-major de Jackson, prend le commandement de la brigade, avec laquelle il participe à la bataille de Fredericksburg. Là, sous le commandement de la division de William B. Taliaferro, la brigade est sur le flanc droit de la défense confédérée et contre-attaque la division de l'Union de la division de George G. Meade qui progresse, mais est engagée que légèrement.
En 1862, le nombre de victimes dans la brigade dépasse les 1 200.

## 1863
À Chancellorsville, la brigade fait partie de la division de R. Isaac Trimble et participe à l'audacieux mouvement de flanc de Stonewall Jackson du 2 mai 1863. La brigade attaque le flanc droit de l'Union, le long de la route d'Orange Plank, formant les rangs derrière la cavalerie de J. E. B. Stuart. Plus de 600 hommes sur les 2 000 sont tués ou blessés, et le général Paxton est parmi les tués. C'est durant la même nuit que Stonewall Jackson est mortellement blessé. Comme Jackson et son état-major retournent vers le camp, le 2 mai, ils sont pris pour une force de la cavalerie de l'Union par un régiment confédéré de Caroline du Nord régiment qui crie « Halte, qui va là ? », mais tire avant d'évaluer la réponse. Jackson est touché par trois balles, deux au bras gauche et une à la main droite. Les hommes de la brigade sont dévastés d'apprendre que leur commandant a été frappé par des tirs fratricides et ils renouvellent leurs attaques le 3 mai avec supplément de détermination. 
Le commandant du 13th Virginia, le colonel James A. Walker, est promu brigadier général pour remplacer Paxton. 
Lors de la campagne de Gettysburg, la brigade fait partie de la division d'Edward « Allegheny » Johnson. Lors de la seconde bataille de Winchester, la brigade lance une vibrante contre-attaque à Stephenson's Depot qui capture six régiments de l'Union. La brigade arrive tard dans l'après-midi du premier jour de la bataille de Gettysburg, le 1er juillet 1863. Elle participe à deux jours de durs d'assauts futiles contre des retranchements de l'Union sur Culp's Hill.

## 1864
Lors de la campagne de l'Overland, à la bataille de la Wilderness, la brigade combat le long de l'Orange Courthouse Turnpike. À Spotsylvania Court House, la brigade est sur le flanc gauche du saillant de la « Mule Shoe », dans la partie de la ligne connue comme l'« angle sanglant » (Bloody Angle), où le IIe corps de Winfield S. Hancock lance un assaut massif. Tous, sauf 200 hommes de la brigade sont tués, blessés ou sont parmi les 6 000 confédérés capturés à la suite du combat rapproché sanglant. Johnson, le commandant de la division, est parmi les prisonniers tandis que Walker est grièvement blessé. La brigade de Stonewall est officiellement dissoute après Spotsylvania et regroupée dans un seul régiment.
Le reste du régiment combat faisant partie de la brigade du brigadier général William Terry (qui est elle-même le reste de la division de Stonewall), lors de la campagne de la vallée de 1864 de Jubal A. Early. Il figure en bonne place pendant la bataille de Monocacy le 9 juillet 1864, mettant en déroute les défenseurs de l'Union et ouvrant la route vers Washington. L'armée d'Early est finalement vaincue dans la vallée par Philip Sheridan et elle rejoint Robert E. Lee et l'armée de Virginie du Nord pour le siège de Petersburg et la campagne d'Appomattox. Des 6 000 hommes qui ont servi dans la brigade de Stonewall pendant la guerre, au moment de la reddition à Appomattox Court House, il ne reste que seulement 219 soldats, aucun au-dessus du grade de capitaine.

## Mémoire
La lignée militaire de la brigade a atteint l'époque moderne sous la forme du 116th Infantry Regiment, anciennement la première brigade « brigade de Stonewall » de la 29th Infantry Division (Light), garde national de l'armée de Virginie, qui compte des liens historiques avec le 5th Virginia Infantry, l'un des cinq régiments de la guerre de Sécession de la brigade de Stonewall. Au terme de la modernisation de l'armée américaine, la première brigade est maintenant la 116th Infantry Brigade Combat Team. Les couleurs de la brigade porte les banderoles de batailles des actions de la brigade de Stonewall lors de la guerre de Sécession.

## Historique des commandements
| Brig. Gén. Thomas J. "Stonewall" Jackson | 27 avril 1861 - 28 octobre 1861  | KIA 10 mai 1863 à Chancellorsville    | West Point 1846                         |
| Brig. Gén. Richard B. Garnett            | 14 novembre, 1861 - 25 mars 1862 | KIA 3 juillet 1863 à Gettysburg       | West Point 1841                         |
| Brig. Gén. Charles Sidney Winder         | 25 mars 1862 - 9 août 1862       | KIA 9 août 1862 à Cedar Mountain      | West Point 1850                         |
| Colonel William S. Baylor                | 9 août 1862 - 30 août 1862       | KIA 30 août 1862 au Deuxième Manassas | Milice de Virginie                      |
| Colonel Andrew J. Grigsby                | 30 août 1862 - 6 novembre 1862   | A survécu à la guerre                 | Washington College                      |
| Brig. Gén. Elisha F. Paxton              | 6 novembre 1862 - 3 mai 1863     | KIA 3 mai 1863 à Chancellorsville     | Washington College                      |
| Brig. Gén. James A. Walker               | 14 mai 1863 - 12 mai 1864        | A survécu à la guerre                 | VMI 1852                                |
| Brig. Gén. William Terry                 | 20 mai 1864 - 9 avril 1865       | A survécu à la guerre                 | Les rayons UVA 1848, Milice de Virginie |